# Sociométrie

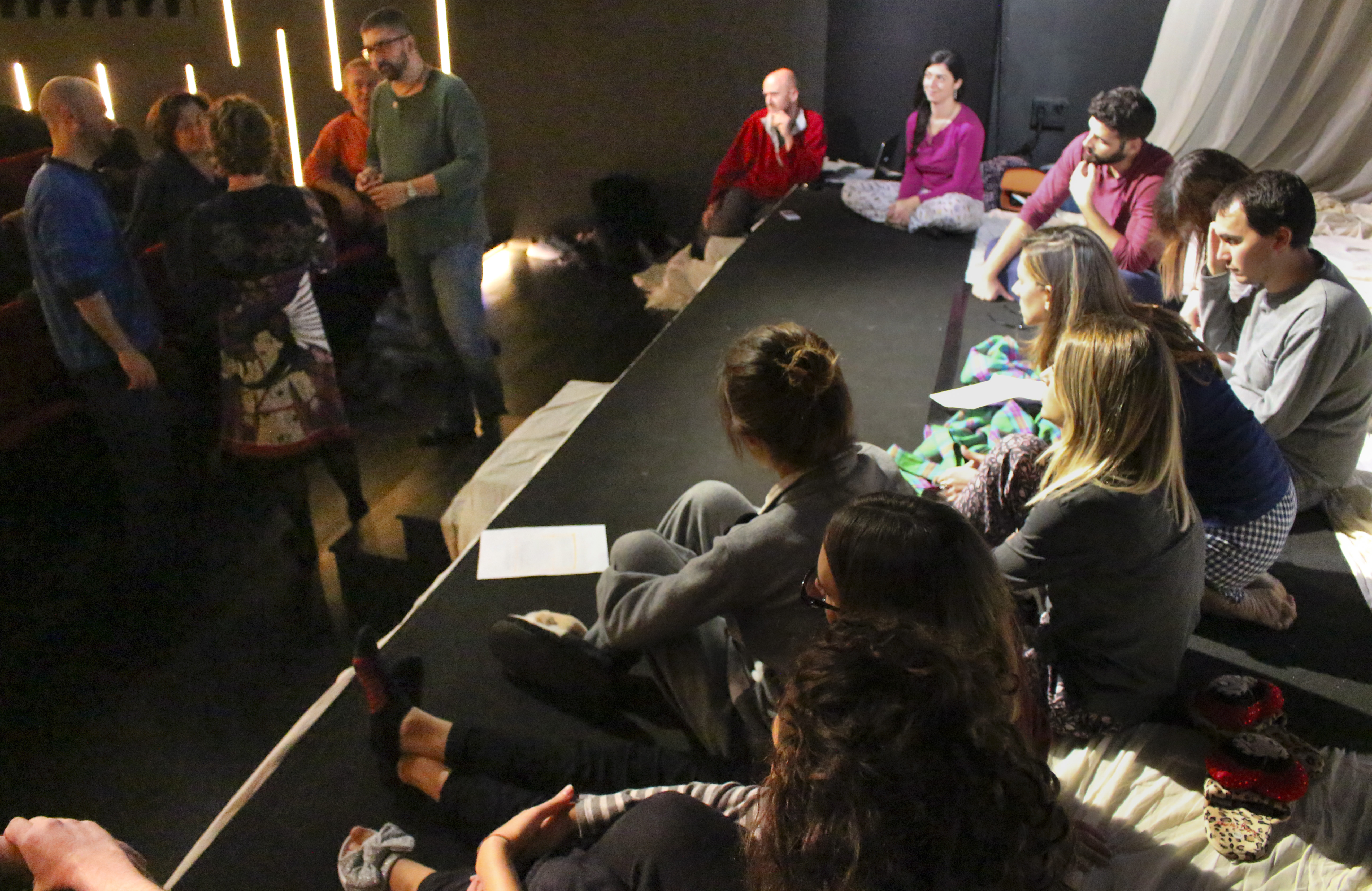
SOCIODRAMA 2019 TEATRO OFF OFF

Le terme de sociométrie a deux acceptions :
- inaugurée par un professeur viennois en 1887, Franz Xaver von Neumann-Spallart, c'est « la science de mesurer l'état économique et social des peuples (afin de relever les erreurs commises en sociologie ou en économie politique), tenter des prévisions… et mettre en lumière l'enchaînement réciproque et l'étroite solidarité des phénomènes de l'ordre économique et moral… » (Auguste Chirac 1905[1]), dans une communication à l'Institut international de statistique d'avril 1887, à Rome ;
- autour du XXe siècle par le psychiatre et psychologue Jacob Levy Moreno et la psychologue Helen Hall Jennings, la sociométrie est perçue comme étant précurseur de l'analyse des réseaux sociaux et de la psychologie sociale[was 1]. La sociométrie est l'étude des relations interpersonnelles d'un groupe à un moment donné et pour une situation donnée, le sociographe va permettre de représenter les attirances et les rejets des individus au sein d'un groupe, ce qui peut conduire à des actions de réorganisations du travail afin que celui-ci soit efficace. Moreno lui-même percevait la sociométrie et le sociogramme comme étant avant tout des instruments de mesure de type quantitatif. La notion de base utilisée en sociométrie est celle de l'atome social. Elle définit non pas l'individu en tant qu'être seul, mais comme un réseau de relations dont il est le foyer[2].